# 鞠萍
鞠萍（きく ひょう、1966年1月25日—）は、中華人民共和国の司会者、児童文学作家。愛称は鞠萍姐姐、鞠萍阿姨。

## 略歴
原籍は山東省威海市で、1966年1月25日に北京市に生まれた。
文化大革命の時、彼女の両親は河南省正陽県の五七幹部学校に下放され労働に従事。1969年から1972年、彼女は正陽県の幼稚園で過ごした。文化大革命が終わった後に北京に戻り。
1984年に北京市幼児師範学校を卒業したのち中国中央電視台に入り、『七巧板』に配属される。
1993年1月22日、長男の蒋翼遙が誕生。
1995年6月、『大風車』の司会を務めた。
2015年4月29日、彼女は招かれて浙江伝媒学院新聞と伝播専業の碩士研究生導師に任命された。

## テレビ番組
- 『七巧板』
- 『大風車』

## 映画
| 作品名 | 吹き替え                 | 注           |       |
| ------ | ------------------------ | ------------ | ----- |
| 2009   | 『ひょうたん童子』       | 蛇精         |       |
| 2009   | 『快楽奔跑』             | 母親         |       |
| 2010   | 『虎王歸來』             | 女将さん     |       |
| 2010   | 『黒猫警長』             | ナレーション |       |
| 2011   | 『少年岳飛伝奇』         |              |       |
| 2012   | 『醜小鴨』               | 白天鵝       |       |
| 2014   | 『新大頭児子と小頭爸爸』 | 圍裙媽媽     | [ 4 ] |
| 2014   | 『藏羚王』               | 藏羚羊       |       |

## 著書
- 『児童安全大百科』中国大百科全書出版社、北京市、2013年8月1日。ISBN 9787500092001。
- 『萍聚』安徽少年児童出版社、安徽省合肥市、2016年3月1日。ISBN 9787539786964。
- 『中国児童好問題』中国大百科全書出版社、北京市、2015年1月1日。ISBN 9787500094883。
- 『鞠萍姐姐講故事』黄山書社、安徽省黄山市、2013年5月1日。ISBN 9787546135687。